# Kameno, Slovenia
Kameno este o localitate din comuna Šentjur, Slovenia, cu o populație de 125 de locuitori.